# Jacques Testu de Belval
Pour les autres membres de la famille, voir Famille Testu de Balincourt.
L'abbé Jacques Testu de Belval est un poète et homme d'Église français, né à Paris vers 1626 et mort en 1706.

## Biographie
Surtout connu pour ses poésies légères, l'abbé Jacques Testu de Belval fut aussi prédicateur, traducteur et aumônier du roi. Il fut lié avec mesdames de Sévigné, de Coulanges, de Brancas, de Schomberg, de La Fayette, et avec Marie-Madeleine de Rochechouart, abbesse de Fontevrault. Il fut admis à l'Académie française en remplacement de Guillaume Bautru en 1665 et reçu au mois de mai. L'abbé Testu parlait beaucoup, et avant qu'il ne meure en juin 1706, on l'avait surnommé « Têtu tais-toi ».

« L'abbé Testu, qui était un homme fort singulier, mêlé toute sa vie dans la meilleure compagnie de la ville et de la cour, et de fort bonne compagnie lui-même ; il ne bougeait autrefois de l'hôtel d'Albret, où il s'était lié intimement avec Mme de Montespan, qu'il voyait tant qu'il voulait dans sa plus grande faveur, et à qui il disait tout ce qu'il lui plaisait ; il s'y lia de même avec Mme Scarron ; il la voyait dans ses ténèbres avec les enfants du roi et de Mme de Montespan qu'elle élevait ; il la vit toujours et toutes les fois qu'il voulut depuis le prodige de sa fortune ; ils s'écrivirent toute leur vie souvent, et il avait un vrai crédit auprès d'elle ; il était ami de tout ce qui l'approchait le plus, et en grand commerce surtout avec M. de Richelieu et sa femme, dame d'honneur, et avec Mme d'Heudicourt et Mme de Montchevreuil. Il avait une infinité d'amis considérables dans tous les états, ne se contraignait pour pas un, pas même pour Mme de Maintenon ; ne l'avait pas qui voulait. C'est un des premiers hommes qui aient fait connaître ce qu'on appelle des vapeurs ; il en était désolé, avec un tic qui à tous les moments lui démontait tout le visage. Il primait partout, on en riait, mais on le laissait faire. Il était très bon ami et serviable, il a fait sous la cheminée beaucoup de grands plaisirs, et avancé et fait même des fortunes ; avec cela simple, sans ambition, sans intérêt, bon homme et honnête homme, mais fort vif, fort dangereux, et fort difficile à pardonner, et même à ne pas poursuivre quiconque l'avait heurté. Il était grand, maigre et blond, et à quatre-vingts ans, il se faisait verser peu à peu une aiguière d'eau à la glace sur sa tête pelée, sans qu'il en tombât goutte à terre, et cela lui arrivait souvent depuis beaucoup d'années ; il a fort servi l'archevêque d'Arles, depuis cardinal de Mailly, et grand nombre d'autres, rompu le cou aussi à quelques-uns. Ce fut une perte pour ses amis, et une encore pour la société. C'était en tout un homme fort considéré et recherché jusqu'au bout. »